# KOrganizer
KOrganizer è un personal information manager per l'ambiente desktop KDE. Permette di gestire calendari, diario, e le to do list (liste delle cose da fare).
Con KOrganizer si possono pianificare gli eventi attraverso una visualizzazione a schermo con una struttura a scheda e pagine.
La struttura così evidenziata è suddivisa in calendario, contatti, attività, chiamate, note, informazioni web e varie. Trascinando sull'icona delle cose da fare viene creata una cosa da fare, mentre trascinando sull'icona del calendario viene creato un evento.
Fa parte ed è integrato nel progetto Kontact.
Usa componenti KParts per integrare e fondere le funzionalità delle varie applicazioni di kdepim in un'applicazione unica.

## Storia
Un prototipo di applicazione contenitore di strumenti groupware venne scritta in un pomeriggio da Matthias Hoelzer-Kluepfel: in seguito importato nel repository dei sorgenti di KDE, e venne mantenuto da Daniel Molkentin. Questo contenitore è essenziale per il corretto funzionamento di Kontact, ma non è sufficiente a fornire alcuna funzionalità di per sé.
I primi componenti integrati furono creati da Cornelius Schumacher, che modificò KAddressBook e KOrganizer per creare i componenti Rubrica e Agenda. Successivamente si evolve assieme al progetto principale Kontact.

## Funzioni principali di KOrganizer
- Gestione degli eventi e delle cose da fare;
- Facile editing e modifica di un tipo di evento a un altro;
- Possibilità di assegnare delle categorie agli eventi;
- Colorazioni specifici per ogni categoria;
- Apertura simultanea di più agende;
- Ripianificare eventi col drag and drop (copia e incolla) ;
- Numerose opzioni di gestione per gli eventi ricorrenti;
- Supporto di base della pianificazione gruppi;
- Supporto nativo dello standard aperto vCalendar;
- Fusione e importazione di calendari;
- Sincronizzazione completa con PalmPilot ;
- Copia e incolla all'interno dei calendari aperti;
- Funzionalità integrate con il browser Konqueror;
- Set di icone personalizzabili;
- Posizionamento barre degli strumenti con copia e incolla;
- Parametrizzazione a riga di comando.

## Componenti per Kontact
Fornisce a Kontact i seguenti componenti: 
- Calendario - il programma di agenda elettronica di KDE
- Cose da fare
- Diario